# Jacarilla (kommunhuvudort)
Jacarilla är en kommunhuvudort i Spanien.   Den ligger i provinsen Provincia de Alicante och regionen Valencia, i den sydöstra delen av landet, 400 km sydost om huvudstaden Madrid. Jacarilla ligger 25 meter över havet och antalet invånare är 1 723.
Terrängen runt Jacarilla är platt åt sydost, men åt nordväst är den kuperad. Runt Jacarilla är det ganska tätbefolkat, med 207 invånare per kvadratkilometer. Närmaste större samhälle är Torrevieja, 18,7 km sydost om Jacarilla. Trakten runt Jacarilla består till största delen av jordbruksmark.